# Георгіос Секеріс
Георгіос Секеріс (грец. Γεώργιος Σέκερης; пом. 1822) — член таємної організації Філікі Етерія і бойовик грецької війни за незалежність.
Він був першим, кого посвятив Ніколаос Скуфас у Філікі Етері в Москві в 1814 році.

## Біографія
Секеріс був молодшим братом Панайотіс і Атанашес Секеріса. Розпочав освіту у відомій школі Дімітсани.  У 1808 році, пішов за братом Панайотисом у Константинополь де продовжив навчання. Георгіос хотів вивчати військові науки, а не бути торговцем. У 1811 році Панайотис Секеріс відправив його учнем у Бухарест, Яссі, Москву, Відень, які були центром грецької інтелігенції. У 1813 році в Парижі він познайомився з Адамантіосом Корайсом.  У 1814 році Георгій поїхав до Москви, щоб відвідати брата Афанасія  і там зустрів Афанасія Цакалова, знайомого з Парижа. Якраз Цакалов розповів йому про  Філікі Етері - таємну організацію, яку він нещодавно заснував разом з Ніколаосом Скуфасом та Еммануїлом Ксантосом. Георгіос був першим членом, якого посвятили у Філікі Етері.  Повертаючись до Парижа, він зупинився у Відні, де зустрівся з Антімосом Газісом, священиком і вченим з Мілій в Пеліоні, і також посвятив його у Філікі Етерію. 
Коли спалахнула Грецька революція, він вирішив повернутися додому. 18 липня 1821 р. Секеріс вирушив з Марселя і прибув до Міссолонгі 21 липня. З Мессолонгі він направився до табору в Трікорфі, де перебував Деметріос Іпсілантіс. Георгіос пішов слідом за Александросом Маврокордатосом до Заракової, де проєстої, місцеві знатні особи, зібралися для формування керівного органу країни. Коли він повернувся до Трикорфи, почалася облога Тріполиці. Під час облоги Георгіос відзначився своєю хоробрістю та великими здібностями. Спочатку він був призначений отаманом мантійської армії,а потім став керівником армії провінції Триполиця. Відзначився у битві 9 березня 1822 р., де брав участь в облозі Старих Патр, та в битвах за Агіос Состіс Дервенакію, та Агіонорі 26–28 липня 1822 р.
Коли армія Драмаліса була розгромлена, вони втекли до Коринфу. За ними пішов Теодорос Колокотроніс, який керував облогою Коринфу. Трипільці залишились у Дервенакії під керівництвом Георгіоса Секеріса. Виснажений труднощами війни Георгій, захворів і був доставлений до Триполі, де і помер 12 листопада 1822 р. 